# Zoon (Kurzfilm)
Zoon ist ein animierter Kurzfilm von Jonatan Schwenk, der im Januar 2022 beim Sundance Film Festival seine Premiere feierte.

## Handlung
Eine Gruppe leuzistischer Axolotl, die in einem dunklen Sumpf am Fuße eines Waldes leben, geht vergnügt dem nächtlichen Liebesspiel nach. Die Kreaturen kuscheln sich lustvoll aneinander und knabbern an den Gliedmaßen ihrer Gefährten. Als sie von ein paar vorbeikommenden Zweibeinern entdeckt werden, werden sie von ihnen gegessen.

## Produktion
Der Filmtitel Zoon leitet sich vom altgriechischen Wort ζῷον zóon für das „Tier“ ab. Zudem leitet sich die Bezeichnung „Fleischfresser“ / „Zoophagen“ hiervon ab, ebenfalls der „Zoon politikon“, der Menschen als „gesellschaftliches Wesen“.
Regie führte Jonatan Schwenk, der gemeinsam mit seinem Kreativpartner Merlin Flügel auch das Drehbuch schrieb. Zoon wurde von HessenFilm gefördert und ist Schwenks Hochschulabschlussfilm.
Der animierte Film entstand Frame-by-Frame. Bei den Aufnahmen in Berlin waren teilweise mehrere Mitarbeiter an der Bewegung der Figuren beteiligt.
Anfang Januar 2022 wurde der erste Trailer vorgestellt. Erste Vorstellungen des Films erfolgen ab dem 20. Januar 2022 beim Sundance Film Festival. Hiernach wurde er auch beim Festival Premiers Plans d’Angers gezeigt. Im April 2022 wurde er beim Filmfest Dresden im Nationalen Wettbewerb gezeigt und feierte hier seine Deutschlandpremiere. Im Juni 2022 wurde er beim Festival Internacional de Cine en Guadalajara vorgestellt und Ende des Monats beim Palm Springs International ShortFest. Im Juli 2022 wurde er beim Galway Film Fleadh und beim Guanajuato International Film Festival vorgestellt und im August 2022 beim HollyShorts Film Festival und beim Hong Kong International Film Festival. Die Free-TV-Premiere erfolgte am 27. August 2022 in der Sendung Kurzschluss bei Arte. Im Oktober 2022 wurde er beim Internationalen Filmfestival Warschau gezeigt und Anfang November 2022 beim AFI Fest und hiernach beim Internationalen Kurzfilmfestival Berlin, beim Exground Filmfest Wiesbaden und beim Festival Augenblick. Im Februar 2023 wurde Zoon beim Festival International du Film d’Animation de Bruxelles vorgestellt.

## Rezeption

### Kritiken
Von der Deutschen Film- und Medienbewertung wurde der Film mit dem Prädikat Besonders wertvoll versehen. In der Begründung heißt es, in Zoon werde eine Evolutionsgeschichte erzählt, und Jonatan Schwenk erzähle diese Geschichte vom Fressen und gefressen werden und einer permanenten Metamorphose in einer ruhigen, meditativ wirkenden Animation, in der alles spielerisch und positiv wirke. Selbst die Tatsache, dass beide Gattungen vergehen, werde nicht in Schreckensbildern dargestellt, sondern stattdessen mit einer ganz eigenen heiteren Gelassenheit. In vier Minuten werde hier ein faszinierender Erzählkosmos präsentiert.

### Auszeichnungen
AFI Fest 2022
- Nominierung im Kurzfilmwettbewerb[17]

Festival Augenblick 2022
- Nominierung im Kurzfilmwettbewerb[20]

Festival Internacional de Cine en Guadalajara
- Nominierung für den  Rigo-Mora-Preis[23]

Festival Premiers Plans d’Angers
- Nominierung in der Kategorie European animated films
- Auszeichnung mit dem Prix NEF Animation[8][24]

Filmfest Dresden 2022
- Nominierung im Nationalen Wettbewerb
- Auszeichnung mit dem Next Generation Short Tiger[9][25][26]

Hessischer Filmpreis 2022
- Nominierung in der Kategorie Hochschulabschlussfilm[27]

Internationales Filmfestival Warschau 2022
- Nominierung für den Short Tiger in der Sektion Next Generation[28]

Internationales Kurzfilmfestival Berlin 2022
- Nominierung im Internationalen Wettbewerb[18]

Internationales Trickfilm-Festival Stuttgart 2023
- Auszeichnung mit dem Lotte Reiniger Förderpreis für Animationsfilm[29]

Kurzfilm Festival Hamburg 2022
- Nominierung im Deutschen Wettbewerb

De retour en mars 2022
- Nominierung für den Publikumspreis im Kurzfilmwettbewerb[30]

Seattle International Film Festival 2022
- Nominierung im Kurzfilmwettbewerb[31][32]

SoundTrack Cologne 2022
- Nominierung für den Peer Raben Music Award (David Kamp)[33]

Sundance Film Festival 2022
- Nominierung für den Grand Jury Prize im Short Film Competition (Jonatan Schwenk)

Tallinn Black Nights Film Festival 2022
- Nominierung im Short New Talents Competition: Animation[34]

Zinebi 2022
- Auszeichnung als Kurzfilm-Kandidat für den Europäischen Filmpreis 2023 (Jonatan Schwenk)[35]